# Parijs-Nice 2004
De etappekoers Parijs-Nice 2004 was de 62e editie van deze koers die werd verreden van 7 tot en met 14 maart. De etappekoers ging van start in Chaville en eindigde in Nice. Titelverdediger was de Kazach Aleksandr Vinokoerov, die ook de editie van 2002 op zijn naam had geschreven. De eindoverwinning ging ditmaal naar de Duitser Jörg Jaksche, die in het eindklassement vijftien seconden voorsprong had op Davide Rebellin. De wedstrijdleiding besloot de derde etappe, een rit over 179 kilometer van Roanne naar Le Puy-en-Velay, af te gelasten vanwege de slechte weersomstandigheden. Op de la Croix de l'Homme Mort was het –4 graden Celsius en sneeuwde het.

## Etappe-overzicht
| etappe  | datum    | start           | finish              | afstand  | winnaar              | klassementsleider |
| ------- | -------- | --------------- | ------------------- | -------- | -------------------- | ----------------- |
| Proloog | 7 maart  | Chaville        | Issy-les-Moulineaux | 13,2 km  | Jörg Jaksche         | Jörg Jaksche      |
| 1e      | 8 maart  | Chaville        | Montargis           | 166,5 km | Pedro Horrillo       | Jörg Jaksche      |
| 2e      | 9 maart  | La Chapelle     | Roanne              | 229 km   | Léon van Bon         | Jörg Jaksche      |
| 3e      | 10 maart | Roanne          | Le Puy-en-Velay     | 179 km   | Rit afgelast         | Jörg Jaksche      |
| 4e      | 11 maart | Le Puy-en-Velay | Rasteau             | 215 km   | Aleksandr Vinokoerov | Jörg Jaksche      |
| 5e      | 12 maart | Rasteau         | Gap                 | 173,5 km | Denis Menchov        | Jörg Jaksche      |
| 6e      | 13 maart | Digne-les-Bains | Cannes              | 185,5 km | Aleksandr Vinokoerov | Jörg Jaksche      |
| 7e      | 14 maart | Nice            | Nice                | 144 km   | Aleksandr Vinokoerov | Jörg Jaksche      |

## Klassementenverloop
| Rit         | Winnaar              | Algemeen     | Punten          | Berg                | Jongeren         | Ploegen  |
| ----------- | -------------------- | ------------ | --------------- | ------------------- | ---------------- | -------- |
| P           | Jörg Jaksche         | Jörg Jaksche | Jörg Jaksche    | niet uitgereikt     | Alberto Contador | Team CSC |
| 1           | Pedro Horrillo       | Jörg Jaksche | Davide Rebellin | Raivis Belohvoščiks | Michael Rogers   | Team CSC |
| 2           | Léon van Bon         | Jörg Jaksche | Jens Voigt      | Thomas Ziegler      | Michael Rogers   | Team CSC |
| 3           | Rit afgelast         | Jörg Jaksche | Jens Voigt      | Thomas Ziegler      | Michael Rogers   | Team CSC |
| 4           | Aleksandr Vinokoerov | Jörg Jaksche | Davide Rebellin | Thomas Ziegler      | Michael Rogers   | Team CSC |
| 5           | Denis Mensjov        | Jörg Jaksche | Jörg Jaksche    | Aitor Osa           | Michael Rogers   | Team CSC |
| 6           | Aleksandr Vinokoerov | Jörg Jaksche | Davide Rebellin | Aitor Osa           | Michael Rogers   | Team CSC |
| 7           | Aleksandr Vinokoerov | Jörg Jaksche | Davide Rebellin | Aitor Osa           | Michael Rogers   | Team CSC |
| Einduitslag | Einduitslag          | Jörg Jaksche | Davide Rebellin | Aitor Osa           | Michael Rogers   | Team CSC |

## Eindklassementen
| Algemeen klassement |                     |                        |           |
| Plaats              | Naam                | Ploeg                  | Tijd      |
| Gele trui           | Jörg Jaksche        | Team CSC               | 28u00'01" |
| 2                   | Davide Rebellin     | Team Gerolsteiner      | + 00' 15" |
| 3                   | Bobby Julich        | Team CSC               | + 00' 43" |
| 4                   | Jens Voigt          | Team CSC               | z.t.      |
| 5                   | George Hincapie     | US Postal              | + 00' 46" |
| 6                   | Frank Vandenbroucke | Fassa Bortolo          | + 00' 57" |
| 7                   | Óscar Pereiro       | Phonak Hearing Systems | + 01' 01" |
| 8                   | Michael Rogers      | Quick.Step-Davitamon   | + 01' 09" |
| 9                   | Fränk Schleck       | Team CSC               | + 01' 36" |
| 10                  | José Azevedo        | US Postal              | + 01' 46" |
|                     |                     |                        |           |
| 17                  | Bram Tankink        | Quick.Step-Davitamon   | + 06' 02" |
| 19                  | Philippe Gilbert    | Française des Jeux     | + 06' 08" |

| Puntenklassement |                      |                   |        |
| Plaats           | Naam                 | Ploeg             | Punten |
| Groene trui      | Davide Rebellin      | Team Gerolsteiner | 96     |
| 2                | Jens Voigt           | Team CSC          | 85     |
| 3                | Alexandre Vinokourov | T-Mobile Team     | 80     |

| Bergklassement |                 |                       |        |
| Plaats         | Naam            | Ploeg                 | Punten |
| Rode trui      | Aitor Osa       | Illes Balears-Banesto | 82     |
| 2              | Erik Dekker     | Rabobank              | 30     |
| 3              | David Moncoutié | Cofidis               | 28     |

| Jongerenklassement |                  |                        |           |
| Plaats             | Naam             | Ploeg                  | Tijd      |
| Witte trui         | Michael Rogers   | Quick.Step-Davitamon   | 28u01'10" |
| 2                  | Fränk Schleck    | Team CSC               | + 00' 27" |
| 3                  | Sylvain Chavanel | Brioches La Boulangere | + 03' 26" |

| Ploegenklassement |                      |           |
| Plaats            | Ploeg                | Tijd      |
| 1                 | Team CSC             | 84u01'53" |
| 2                 | US Postal            | + 01' 20" |
| 3                 | Quick.Step-Davitamon | + 07' 05" |

1933 · 1934 · 1935 · 1936 · 1937 · 1938 · 1939 · 1940-1945 · 1946 · 1947-1950 · 1951 · 1952 · 1953 · 1954 · 1955 · 1956 · 1957 · 1958 · 1959 · 1960 · 1961 · 1962 · 1963 · 1964 · 1965 · 1966 · 1967 · 1968 · 1969 · 1970 · 1971 · 1972 · 1973 · 1974 · 1975 · 1976 · 1977 · 1978 · 1979 · 1980 · 1981 · 1982 · 1983 · 1984 · 1985 · 1986 · 1987 · 1988 · 1989 · 1990 · 1991 · 1992 · 1993 · 1994 · 1995 · 1996 · 1997 · 1998 · 1999 · 2000 · 2001 · 2002 · 2003 · 2004 · 2005 · 2006 · 2007 · 2008 · 2009 · 2010 · 2011 · 2012 · 2013 · 2014 · 2015 · 2016 · 2017 · 2018 · 2019 · 2020 · 2021 · 2022 · 2023 · 2024 · 2025